# 阿纳斯塔西娅·普斯廷斯卡亚
阿纳斯塔西娅·普斯廷斯卡亚（俄语：Анастасия Пустинская，2001年4月10日—），俄羅斯女子羽毛球運動員。

## 簡歷
2017年12月，阿纳斯塔西娅·普斯廷斯卡亚出戰土耳其羽毛球國際賽，與哈薩克選手德米特里·帕纳林合作打進混合雙打四強。

## 主要比賽成績
只列出曾進入準決賽的國際賽事成績：
| 年份   | 賽事                     | 公開賽級別 | 項目     | 拍檔              | 成績   |
| ------ | ------------------------ | ---------- | -------- | ----------------- | ------ |
| 2017年 | 歐洲青年羽毛球錦標賽     | 其他       | 混合團體 | －                | 亞軍   |
| 2017年 | 土耳其羽毛球國際賽       | 國際系列賽 | 混合雙打 | 德米特里·帕纳林   | 準決賽 |
| 2018年 | 歐洲羽毛球女子團體錦標賽 | 其他       | 女子團體 | －                | 季軍   |
| 2018年 | 蒙古國羽毛球國際賽       | 國際系列賽 | 女子雙打 | Aisha Zhumabek    | 準決賽 |
| 2018年 | 歐洲青年羽毛球錦標賽     | 其他       | 混合團體 | －                | 季軍   |
| 2018年 | 哈薩克羽毛球國際賽       | 國際系列賽 | 女子單打 | －                | 亞軍   |
| 2018年 | 哈薩克羽毛球國際賽       | 國際系列賽 | 女子雙打 | 维洛尼卡·索罗金娜 | 準決賽 |
| 2018年 | 哈薩克羽毛球國際賽       | 國際系列賽 | 混合雙打 | 德米特里·帕纳林   | 亞軍   |

| 2007-2017年 | 首要超級賽 | 超級賽 | 黃金大獎賽 | 大獎賽 | 國際挑戰賽 | 國際系列賽 | 未來系列賽 | 其他 |

| 2018-2026年 | 總決賽 | 超級1000賽 | 超級750賽 | 超級500賽 | 超級300賽 | 超級100賽 | 國際挑戰賽 | 國際系列賽 | 未來系列賽 | 其他 |